# Víctor Zalazar
Víctor Zalazar (ur. 24 lipca 1935 w La Paz, zm. 30 czerwca 2017) – argentyński bokser, kategorii średniej, medalista olimpijski.
Zdobył brązowy medal olimpijski na Igrzyskach Olimpijskich w Melbourne (1956) roku w kategorii średniej.

## Kariera zawodowa
Po zdobyciu medalu olimpijskiego przeszedł na zawodowstwo. Walczył w kategorii średniej. Wygrał swoje pierwsze 15 walk. Pierwszą porażkę poniósł w pojedynku z Bennym Paretem, przegrywając zarówno pierwszą jak i drugą walkę. W kolejnych pojedynkach walczył ze zmiennym szczęściem. Przegrał 3 ostatnie walki w karierze przegrywając z Joey Archerem, Jesse Smithem i Nino Benvenutim.